# Eurytomocharis armillata
Eurytomocharis armillata är en stekelart som beskrevs av Bugbee 1966. Eurytomocharis armillata ingår i släktet Eurytomocharis och familjen kragglanssteklar. Inga underarter finns listade i Catalogue of Life.